# Escapology
Escapology – album Robbie’ego Williamsa z roku 2002.
Album w Polsce osiągnął status platynowej płyty.

## Lista utworów
Źródło:.
1. "How peculiar" – 3:13
2. "Feel" – 4:22
3. "Something beautiful" – 4:48
4. "Monsoon" – 3:46
5. "Sexed up" – 4:19
6. "Love somebody" – 4:10
7. "Revolution" – 5:44
8. "Handsome man" – 3:54
9. "Come undone" – 4:38
10. "Me and My monkey" – 7:12
11. "Song 3" – 3:48
12. "Hot fudge" – 4:05
13. "Cursed" – 4:01
14. "Nan's song" – 3:52